# Vochysia mapirensis
Vochysia mapirensis là một loài thực vật có hoa trong họ Vochysiaceae. Loài này được Rusby miêu tả khoa học đầu tiên năm 1896.